# Two Worlds II
Two Worlds II (с англ. — «Два ми́ра II») — компьютерная ролевая игра с элементами action, разработанная компанией Reality Pump, продолжение игры Two Worlds. Игра была издана в 2010 году компанией TopWare Interactive для платформ Windows, Playstation 3, Xbox 360 и Mac OS X. К игре было выпущено несколько дополнений и обновлений, наиболее крупным из которых является вышедший в 2011 году пакет загружаемого контента Two Worlds II: Pirates of the Flying Fortress. В игре присутствует однопользовательская кампания и многопользовательский режим, включающий несколько режимов, ориентированных как на совместное прохождение, так и на сражения между игроками.
В отличие от предыдущей части, крайне неоднозначно воспринятой критикой, Two Worlds II получила в целом положительные оценки. Основные составляющие ролевой игры, такие как сражения с монстрами, выполнение заданий и развитие персонажа были восприняты достаточно хорошо. Особой похвалы критиков была удостоена система улучшения предметов и магии. В то же время, отмечались технические проблемы и недоработки, касающиеся интерфейса, отсутствие глубины проработки мира, сюжета и персонажей. Несмотря на определённые недостатки, игра возымела коммерческий успех: только за первые три недели продаж в Европе она разошлась тиражом в миллион копий. В общей сложности, по информации издателя, было продано более 10 миллионов копий игры.
В 2017 году планируется выпуск ещё одного крупного пакета загружаемого контента под названием Call of the Tenebrae, включающего обновлённую для поддержки более современных графических технологий версию игрового движка. Ведётся также разработка полноформатного продолжения игры Two Worlds III, выход которого планируется в 2019 году.

## Сюжет
С момента событий Two Worlds прошло пять лет. Побеждённый Гандохар восстановил своё могущество и, уничтожив тёмной магией армии орков, угрожавших королевствам людей, установил свою верховную власть над всем Анталором. Всё это время у него в плену находилась сестра главного героя Кира. Оказался пленён и сам герой, который тщетно пытался её освободить. Гандохар не терял надежды овладеть силой запертого в теле Киры огненного бога, и использовал жизненные силы её брата для его сдерживания. Игра начинается с того, что управляемого игроком персонажа спасает группа орков, которым поручила это сделать правящая ими пророчица Кассара. По мере развития событий игрок всё больше узнаёт о прошлом Гандохара, о его пути к познанию запретной магии и попыткам подчинить себе её силу. Однако в финальной главе игры выясняется, что Гандохар сам оказался заложником ситуации: освободив брата Киры, Кассара и орки вынудили Гандохара расходовать собственные жизненные силы на сдерживание рвущегося на свободу и стремящегося уничтожить мир огненного бога. Раскрывается, что в этом и заключался план Кассары, которая обманула и орков, и главного героя: она оказывается представительницей расы драконов, стремящейся освободить бога огня и разрушить существующий мир. Герой побеждает Кассару, принявшую свою истинную форму, и вновь покоряет бунтующего бога, освобождая свою сестру, которая становится новым императором Анталора.
Основная сюжетная линия служит фоном для множества побочных историй, которые главный герой узнает как при непосредственном общении с персонажами, так и от гильдий (воинской, магической, воровской, некромантов и торговой) через доски объявлений. В игре присутствуют не только типичные для компьютерных ролевых игр задания, но и достаточно необычные, такие как спасение клиентов продавца зонтов от проклятого товара, превращающегося в кровожадных монстров, гонки на лошадях, расследование убийства и т. д.. Для многих заданий доступно несколько вариантов разрешения без чёткого разделения на «хороший» и «плохой» исход. Некоторые сюжетные ходы в побочных заданиях имеют юмористическую составляющую, а также содержат отсылки к популярным произведениям массовой культуры, таким как фильмы Монти Пайтон и Священный Грааль и Индиана Джонс и последний крестовый поход.

## Игровой мир
Действие игры происходит в том же мире Анталор, как и в предыдущей части, но на другом его полушарии (что видно на присутствующих в игре глобусах). Размер доступной игроку территории составляет примерно 60 км². Почти весь мир игры, состоящий из нескольких островов, доступен для исследования непосредственно после прохождения обучающих заданий. Примечательным исключением является самый большой остров — большая часть его недоступна и является пустой. По мере развития сюжета персонаж игрока попадает сначала в пустынную саванну, в которой находятся два крупных города — Хатмандор и Чезнадар. Оба они выглядят как типичные поселения в пустыне, дизайн которых основан преимущественно на арабских мотивах. Затем главному герою предстоит посетить тропические джунгли, в которых расположен город Новый Ашос, архитектура которого отсылает к средневековой Японии. По соседству с ним находится магический университет и область под названием Проглотье (англ. Swallows), некогда также представлявшая собой джунгли, но превращённая в населённую монстрами пустошь магической катастрофой. Последней большой областью, которая станет доступной для исследования, являются болота, в течение долгого времени бывшие отрезанными от остального мира в результате магического проклятья.
Для каждой из территорий характерна своя «экосистема», включающая различных противников, начиная от диких животных, таких как бабуины, гепарды и носороги, и кончая динозаврами, оборотнями, нежитью и демонами. При этом сила противников не привязана к уровню и навыкам персонажа игрока и зависит от местности, на которой они обитают, что препятствует преждевременному исследованию мира низкоуровневыми персонажами. Основная часть врагов, убитых персонажем, не возрождается, но чтобы не допустить превращения мира в безжизненную пустыню, разработчики предусмотрели появление новых представителей животного мира на уже посещённых игроком территориях.
На полное прохождение игры может уйти от 35 до 50 часов. Передвигаться можно пешком, с использованием системы стационарных телепортов (а также персональных телепортов, которые можно носить с собой и размещать в любом месте), на лошади или на лодке. В городах можно приобретать дома, которые могут быть использованы для хранения различных предметов. Мир Two Worlds II не является полностью статичным. Неигровые персонажи имеют свой распорядок дня, но для удобства игрока время их ночного отдыха было сокращено. В городах присутствует стража, пресекающая правонарушения, такие как нападение на мирных жителей и воровство.

## Игровой процесс
В игре используется вид от третьего лица. Игрок может управлять только одним персонажем — главным героем. Персонаж не нуждается в пище или сне. Основными характеристиками, отражающими жизненные показатели персонажа, являются его здоровье и уровень маны. Здоровье уменьшается если персонажу наносят повреждения, а мана — при использовании магии. Здоровье и мана восстанавливаются (первое только в небоевом режиме, вторая — постоянно), а также они могут быть восстановлены специальными зельями. После смерти персонаж не возрождается, и необходима загрузка сохранённой игры. В Two Worlds II присутствует система навыков и характеристик, которые определяют умения персонажа. Основными характеристиками являются сила, выносливость, меткость и сила воли, влияющие на повреждения в ближнем бою, запас здоровья, ущерб, наносимый противнику при стрельбе из лука, и запас магической энергии соответственно. Навыки делятся на группы по их целевому назначению (боевые, магические и т. д.), но в игре нет жёстко заданных классов персонажей, что раскрывает простор для выбора тактики прохождения, а также для одновременного использования способностей, относящихся к разным группам. Не все навыки доступны с самого начала, и для их открытия необходимо найти или купить книгу, с помощью которой можно обучиться данному навыку. Разработчиками сделан акцент на использовании способностей воина или мага. Хотя в игре присутствует ветвь развития персонажа, соответствующая способностям вора или ассасина, полноценное использование соответствующих навыков ограничено. Так, подкрасться и незаметно убить можно только стоящих и ничем не занятых гуманоидных врагов, а в остальных случаях это умение бесполезно.
За убийство противников и выполнение заданий персонаж получает очки опыта, которые позволяют повысить уровень, что даёт возможность улучшить владение навыками и характеристики, определяющие доступность игроку определённых видов оружия и снаряжения. Также, в Two Worlds II присутствуют специальные неигровые персонажи, способные «сбросить» навыки и характеристики главного героя, что позволяет игроку скорректировать свои неудачные решения при выборе пути его развития вплоть до полного изменения специализации (например, мага можно сделать воином).
В игре присутствует система улучшения предметов. Практически любой предмет может быть разобран на составляющие его компоненты, которые могут быть использованы для улучшения других предметов, что делает любую найденную вещь полезной. Для манипуляций с предметами нет необходимости посещать какие-либо специальные места, все они могут производиться в любой момент. В предметы могут быть помещены специальные камни, повышающие характеристики и навыки персонажа, однако создавать уникальные или имеющие исключительные свойства предметы нельзя.
Практически с самого начала игры доступно использование алхимических навыков для изготовления волшебных зелий из найденных персонажем грибов, растений, минералов, частей тела убитых животных и монстров. Изготовленные таким образом препараты восстанавливают здоровье и магическую силу, временно повышают характеристики или дают защиту от повреждений определённой стихии.
В игре присутствует оригинальная магическая система, допускающая конструирование разнообразных заклинаний. Игрок может приобретать амулеты, в которые помещаются магические карты. Базовые карты определяют элемент, к которому принадлежит заклинание (огонь, вода, земля и т. д.), а также на кого оно будет направлено (на себя или на другой объект и т. д.). Модификаторы изменяют действие заклинания, при этом изменения могут быть как незначительными (например, добавление самонаведения), так и весьма значительными (например, поглощение персонажем повреждений от огня вместо причинения таких повреждений противникам). Магическая система позволяет создавать весьма сложные заклинания: например, огненные шары, которые при попадании в цель испускают молнии, в свою очередь, призывающие гигантских пауков. Игроку предоставляется широкий простор для экспериментов с различными эффектами заклинаний.
Некоторые действия персонажа, такие как взлом замков и карманные кражи, реализованы как мини-игры. Аналогичным образом устроены другие игровые механики. Например, игрок может получать деньги, исполняя музыкальные произведения (нажатием в нужное время определённых кнопок на клавиатуре или геймпаде, аналогично Guitar Hero), или делать ставки в игре в кости.

## Многопользовательская игра
Игра включает в себя несколько многопользовательских режимов: сражение с другими игроками (в режиме смертельной битвы, дуэли или «захвата кристаллов» — по сути вариации на тему захвата флага), отдельная многопользовательская кампания и развитие деревни, в котором игроки должны строить и поддерживать существование своего собственного поселения. Для данных режимов персонажей однопользовательской игры использовать нельзя, и игроку требуется создать отдельного персонажа. При этом, в отличие от однопользовательской игры, можно выбрать его пол и расу. Совместный режим прохождения поддерживает одновременную игру до 8 игроков и похож на Phantasy Star Online. Режим развития деревни открывается после того, как в онлайн-игре сумма денег у персонажа достигает 10000 монет. Деревня может использоваться для хранения предметов. Игрок должен приобретать новые здания и заботиться о благополучии жителей, взамен получая стабильный заработок. Деревню могут посещать другие игроки, приобретать там товары или помогать отбивать атаки монстров.
Режим сражений с другими игроками не был должным образом сбалансирован, что приводило к тому, что новички сталкивались в бою с высокоуровневыми персонажами других игроков, а это приводило к их практически мгновенному поражению. Помимо этого, даже при равенстве уровней, определённые классы имели существенные преимущества.

## Разработка
В конце 2007 года TopWare Interactive объявило о разработке пакета расширения для игры Two Worlds под названием Two Worlds: The Temptation. Его планировалось выпустить осенью 2008 года. Однако постепенно разработчики поняли, что объём изменений слишком велик для простого дополнения, а движок игры плохо приспособлен к работе на приставках, и приступили к созданию полноценного продолжения. Команда рассматривала это как возможность развить потенциал оригинала, «искупить вину» за прошлые ошибки. Вследствие этого было решено отказаться от ребрендинга. Сюжет Two Worlds II был связан с предыдущей частью, но продолжение рассматривалось как полностью самостоятельная игра, позволяющая новым игрокам без особых усилий погрузиться в рассказываемую историю.
Разработчики учли неудачный опыт позднего переноса игры с персональных компьютеров на игровые приставки и в ходе всего процесса создания игры стремились учитывать особенности аппаратного обеспечения, интерфейса и управления, характерные для приставок. Для каждой из систем, на которых планировался выпуск игры, была выделена отдельная команда разработчиков. Хотя ориентиром выступали персональные компьютеры, позволявшие задействовать наиболее современные технологии, программисты старались оптимизировать их с учётом ограничений игровых приставок, стремясь добиться сохранения качества без потери производительности (хотя и с меньшим разрешением изображения — для приставочных версий стандартным разрешением являлось 720p).
Для новой игры Reality Pump был разработан движок GRACE, задействующий графические возможности современного игре поколения игровых систем, такие как HDR, motion blur, глубина резкости, tone mapping, ambient occlusion (SSAO), parallax mapping, погодные явления (свои для каждого из регионов, но не меняющиеся динамически), реалистичные эффекты света и тени, а также технологии PhysX. Игра поддерживает графические API DirectX 9 и 10. Анимации персонажей создавались с использованием технологий захвата движения, для чего к созданию игры были привлечены спортсмены-олимпийцы.
Игра была выпущена 9 ноября 2010 года в Европе, сначала для платформ PC и Xbox 360, а 18 ноября и для PS3. За первые три недели продаж в Европе игра разошлась тиражом в миллион копий. В других регионах игра поступила в продажу в январе-феврале 2011 года. Было выпущено также коллекционное издание Royal Edition, включавшее, помимо игры, коллекционные карточки, карту Анталора, статуэтку Кассары, бонусный диск, артбук, а также эксклюзивные внутриигровые предметы и задания. 
Летом 2018 года, благодаря уязвимости в защите Steam Web API, стало известно, что точное количество пользователей сервиса Steam, которые играли в Two Worlds II HD хотя бы один раз, составляет 703 263 человека.

## Музыка в игре
Музыку для игры написали болгарские композиторы Борислав Славов и Виктор Стоянов. Первый из них ранее работал над такими проектами, как Knights of Honor, WorldShift, Gothic 3 и Risen. Саундтрек Two Worlds II включал в себя более 3,5 часов написанной специально для неё музыки — оркестровой, этнической, электронной и в стиле эмбиент. Борислав Славов охарактеризовал музыку Two Worlds II как наиболее стилистически разнообразную из всех его работ. Были задействованы такие инструменты, как уд, саз, акустическая гитара, кавал, поперечная флейта, ди, мандолина, танпура, скрипка и гадулка. Музыкальные темы были основаны на мотивах как западной, так и восточной народной музыки.

Диск с саундтреком входил в комплект дополнительных материалов, предоставлявшихся оформившим предварительный заказ на игру. 
Вся музыка написана (если не указано иначе) Бориславом Славовым, Виктором Стояновым и Георгием Андреевым.
| №                   | Название | Длительность |
| ------------------- | --- | ------------ |
| 1.                  | «Under Canvas Opening» | 2:27         |
| 2.                  | «Theme Rock/Vocal» (слова: Борислав Славов)                                                                                          | 4:06         |
| 3.                  | «Little Teardrop» | 4:52         |
| 4.                  | «Two Worlds II Theme» | 2:00         |
| 5.                  | «Trail of Hatmandor» | 3:30         |
| 6.                  | «The Golden Cliff» | 3:00         |
| 7.                  | «Castle Vahkmaar» | 2:05         |
| 8.                  | «Brooding Lands» | 3:40         |
| 9.                  | «Jungle of Antaloor» | 0:58         |
| 10.                 | «Heart of the Wild» | 2:10         |
| 11.                 | «A Far East Dream» | 1:44         |
| 12.                 | «Edge of Darkness» | 3:28         |
| 13.                 | «Grave March» | 3:00         |
| 14.                 | «Lands of Despair» | 2:16         |
| 15.                 | «Road to Temptation» | 2:46         |
| 16.                 | «New World» | 1:03         |
| 17.                 | «Voices from the Past» | 3:23         |
| 18.                 | «Veneficus University» | 1:20         |
| 19.                 | «Haunted Grounds» | 3:45         |
| 20.                 | «Sands and Blood» | 1:42         |
| 21.                 | «Desert Traces» | 1:32         |
| 22.                 | «Into the Mist» | 2:15         |
| 23.                 | «Green Fields of Antaloor» | 4:38         |
| 24.                 | «Ad Mortem» | 2:08         |
| 25.                 | «Play With Me, My Fellow!» | 2:03         |
| 26.                 | «Two Worlds II Theme (Reprise)» | 4:04         |
| 27.                 | «Theme 2 - The Road is Still Long»                                                                                                   | 3:09         |
| 28.                 | «Play the Game (Radio Edit)» (Гарольд Фальтермейер feat. AmberMoon introducing Kyra, музыка и слова Гарольд Фальтермейер, Кит Форси) | 4:12         |
| Общая длительность: | Общая длительность: | 1:17:16      |

Помимо выпуска на отдельном компакт-диске, музыка из игры была включена в бонусный DVD-диск, поставлявшийся с коллекционными изданиями. 
Вся музыка написана Бориславом Славовым, Виктором Стояновым и Георгием Андреевым.
| №                   | Название                                                  | Длительность |
| ------------------- | --------------------------------------------------------- | ------------ |
| 1.                  | «Two Worlds II Theme»                                     | 2:00         |
| 2.                  | «Trail of Hatmandor»                                      | 3:30         |
| 3.                  | «The Golden Cliff»                                        | 3:00         |
| 4.                  | «Dragon Queen»                                            | 2:05         |
| 5.                  | «Brooding Lands»                                          | 3:40         |
| 6.                  | «Jungle of Antaloor»                                      | 0:58         |
| 7.                  | «Heart of the Wild»                                       | 2:10         |
| 8.                  | «A Far East Dream»                                        | 1:44         |
| 9.                  | «New Ashos»                                               | 2:47         |
| 10.                 | «Edge of Darkness»                                        | 3:28         |
| 11.                 | «Grave March»                                             | 3:00         |
| 12.                 | «Lands of Despair»                                        | 2:16         |
| 13.                 | «Road to Temptation»                                      | 2:46         |
| 14.                 | «New World»                                               | 1:03         |
| 15.                 | «Voices from the Past»                                    | 3:23         |
| 16.                 | «Veneficus University»                                    | 1:20         |
| 17.                 | «Haunted Grounds»                                         | 3:45         |
| 18.                 | «Sands and Blood»                                         | 1:42         |
| 19.                 | «Eastern Falvours»                                        | 2:13         |
| 20.                 | «Desert Traces»                                           | 1:32         |
| 21.                 | «Into the Mist»                                           | 2:15         |
| 22.                 | «Green Fields of Antaloor»                                | 4:38         |
| 23.                 | «Ad Mortem»                                               | 2:08         |
| 24.                 | «Play With Me, My Fellow!»                                | 2:03         |
| 25.                 | «Under Canvas»                                            | 2:27         |
| 26.                 | «Two Worlds II Theme (Reprise)»                           | 4:04         |
| 27.                 | «Theme 2 - The Road is Still Long»                        | 3:09         |
| 28.                 | «Little Teardrop»                                         | 4:52         |
| 29.                 | «Two Worlds II Rock Vocal Theme» (слова: Борислав Славов) | 4:06         |
| 30.                 | «Tavern-01»                                               | 0:55         |
| 31.                 | «Tavern-02»                                               | 0:56         |
| 32.                 | «Tavern-03»                                               | 1:10         |
| 33.                 | «Tavern-04»                                               | 1:05         |
| 34.                 | «Tavern-05»                                               | 1:02         |
| 35.                 | «Tavern-06»                                               | 0:49         |
| 36.                 | «Tavern-07»                                               | 1:04         |
| 37.                 | «Tavern-08»                                               | 1:26         |
| 38.                 | «Tavern-09»                                               | 0:58         |
| 39.                 | «Tavern-10»                                               | 0:52         |
| 40.                 | «Tavern-11»                                               | 1:01         |
| Общая длительность: | Общая длительность:                                       | 1:29:20      |

Дополнительные треки на DVD представляют собой эксперименты в стиле фолк, призванные передать настроение встречающихся в игре таверн.
В целом, обозреватель сайта VGM Online отметил, что хотя саундтрек и соответствует атмосфере и декорациям игры, самостоятельная ценность его невелика: большая часть композиций представляет собой фоновую музыку в этническом и народном стиле, либо нагнетающие атмосферу треки с пустым звучанием; слушатели, ожидающие богатых звуковых ландшафтов и запоминающихся мелодий, по его мнению, будут разочарованы.

## Восприятие
| Сводный рейтинг       | Сводный рейтинг | Сводный рейтинг | Сводный рейтинг | Сводный рейтинг |
| Издание               | Оценка          | Оценка          | Оценка          | Оценка          |
| Издание               | Общая           | PC              | PS3             | Xbox 360        |
| --------------------- | --------------- | --------------- | --------------- | --------------- |
| GameRankings          | N/A             | 75,03 %         | 65,91 %         | 68,11 %         |
| Metacritic            | N/A             | 76              | 70              | 67              |
| MobyRank              | N/A             | 73              | 70              | 71              |
| «Критиканство»        | 70              | N/A             | N/A             | N/A             |
| Иноязычные издания    |                 |                 |                 |                 |
| Издание               | Оценка          | Оценка          | Оценка          | Оценка          |
| Издание               | Общая           | PC              | PS3             | Xbox 360        |
| CVG                   | N/A             | N/A             | N/A             | 4,8/10          |
| Eurogamer             | 7/10            | N/A             | N/A             | N/A             |
| Game Informer         | 7,75/10         | N/A             | N/A             | N/A             |
| GameSpot              | N/A             | 7,5             | 7,0             | 7,0             |
| GamesRadar+           | [ 26 ]          | N/A             | N/A             | N/A             |
| IGN                   | N/A             | N/A             | 6,0             | N/A             |
| OXM                   | N/A             | N/A             | N/A             | 7/10            |
| PC Gamer (US)         | 82/100          | N/A             | N/A             | N/A             |
| The Adrenaline Vault  | N/A             | N/A             | [ 9 ]           | N/A             |
| WorthPlaying          | 7,0             | N/A             | N/A             | N/A             |
| Inside Mac Games      | N/A             | 7,75/10         | N/A             | N/A             |
| RPGFan                | 62 %            | N/A             | N/A             | N/A             |
| Русскоязычные издания |                 |                 |                 |                 |
| Издание               | Оценка          | Оценка          | Оценка          | Оценка          |
| Издание               | Общая           | PC              | PS3             | Xbox 360        |
| Absolute Games        | N/A             | 58 %            | N/A             | N/A             |
| «PC Игры»             | N/A             | 4,5/10          | N/A             | N/A             |
| «Игромания»           | N/A             | 7,0/10          | N/A             | N/A             |
| «ЛКИ»                 | N/A             | 83 %            | N/A             | N/A             |
| «НИМ»                 | N/A             | 7,2/10          | N/A             | N/A             |
| «Страна игр»          | N/A             | 6,0/10          | N/A             | N/A             |

Критиками отмечалось, что на момент выхода игры рыночная ниша ролевых игр с открытым миром оставалась открытой для новых продуктов. Средние оценки были выше, чем у предыдущей части, причём версия для приставок была оценена чуть хуже, чем версия для PC, которой большая часть рецензентов поставила оценки, соответствующие 7 баллов из 10 и выше. Обозреватель Worth Playing указывал, что все основные составляющие ролевой игры, такие как убийство монстров, выполнение заданий и развитие персонажа, выполнены достаточно хорошо и дают возможность игроку получать удовольствие. Однако, как указывалось в обзоре GameSpot, игре недоставало узнаваемых персонажей, захватывающего сюжета и красивых панорам, чтобы занять место в ряду величайших ролевых игр. Тем не менее, многие обозреватели отметили, что если игрок преодолеет изначальные сложности в освоении игры и примирится с её недостатками, то она вполне может доставить удовольствие и вовлечь игрока в свой мир.
Обозреватели обратили внимание на красоту и проработанность дизайна городов, интерьера зданий, пещер и отдельных местностей, и в то же время указывали на эклектичную смесь восточного и западного стилей. Помимо этого, в статье издания IGN было сказано, что Reality Pump не смогла в полной мере воспользоваться мощностью технологий, используемых игровым движком (освещение, чёткие текстуры, отражения), из-за недостаточного качества графического дизайна, представляющего собой смесь фэнтезийных штампов, таких как выставленные напоказ женские груди, едва скрываемые открытыми костюмами, с некачественной анимацией персонажей. Игроки могли столкнуться и с техническими проблемами, такими как снижение частоты кадров, продолжительные загрузки и ошибки отображения. Журналистами были замечены прямолинейность действий противников и предсказуемость искусственного интеллекта.
В рецензиях указывалось на недостаточно проработанное управление персонажем, в частности, назначение на одну кнопку контроллера нескольких контекстно-зависимых действий и общую неотзывчивость управления, что проявлялось как на приставках, так и на PC. Версия для Apple Macintosh не была адаптирована под управление мышью с одной кнопкой. Негативные отзывы касались также сложного для восприятия интерфейса, плохого руководства пользователя и сложности переназначения управления. Отдельно отмечалось, что хотя управление лошадью и было значительно улучшено по сравнению с предыдущей частью, оно всё равно осталось неудобным. В частности, указывалось на невозможность сражаться с противниками, оставаясь в седле. Передвижение на лодке обозреватель Worth Playing оценил как слишком медленное.
Боевая система получила неоднозначную оценку. Многие обозреватели обратили внимание на слабую проработку рукопашного боя, страдающего от проблем с недостаточной обратной связью, отсутствием ощущения веса оружия и силы ударов. Одним из заслуживших наибольшей похвалы критиков элементов игры стала система улучшения предметов, основными достоинствами которой стали простота, сочетающаяся с разнообразием и глубиной. В обзоре Eurogamer отмечалось: «абсолютно все предметы следует подбирать, так как отличная система крафтинга в игре позволяет использовать любой мусор в вашем рюкзаке для чего-то полезного». Система магии была охарактеризована как комплексная, интересная, гибкая и вознаграждающая игрока. Достоинством игры была сочтена возможность относительно просто изменить навыки и специализацию персонажа.
Хотя критики позитивно оценили стремление разработчиков разнообразить игровой процесс, включив в него мини-игры, но их качество оказалось неравномерным: достаточно хорошо был оценён процесс взлома замков, менее положительно критики высказывались о реализации карманного воровства, которое оказалось слишком зависимым от случайных факторов, а исполнение музыки и игра в кости оценены как интересные, но не самые захватывающие развлечения.
Неоднозначно было воспринято решение проводить игрока через серию обучающих заданий прежде, чем предоставить ему свободу передвижения по игровому миру: это давало новым игрокам возможность освоиться с механикой игры, но уменьшало открытость мира, особенно с учётом чрезмерной затянутости обучения. К тому же, некоторые рецензенты указали, что, несмотря на продолжительность обучения, по его завершении многие важные игровые механики оставались непонятными игроку. Также, критики негативно отозвались о сюжетной составляющей, охарактеризовав ее как поверхностную и предсказуемую. Несмотря на наличие нестандартных для компьютерных ролевых игр побочных заданий, их основная часть носила типовой характер и включала доставку определённого предмета из одного места в другое (так называемые «FedEx квесты»). Отмечалось, что возможное разнообразие решений некоторых из них не имело никаких глобальных последствий. Юмористическая составляющая заданий также получила неоднозначные оценки: так, в обзоре Wired упоминалось, что на фоне эпичной сюжетной истории о спасении мира юмор игры смотрится достаточно неуместно. В рецензиях говорилось о том, что дизайнеры не уделили должного внимания развитию персонажей: относительно подробно освещалась лишь история главного антагониста, а остальные персонажи, в том числе главный герой и его сестра, не наделялись запоминающимися личностными чертами. Негативно была оценена и развязка сюжета, в том числе и финальная битва.
Обозреватели высказали недовольство англоязычным озвучиванием игры, указав на такие недостатки, как отсутствие необходимых интонаций, переигрывание, языковые ошибки, неправильный перевод и пропущенные слова. Локализация на русский язык была выполнена без серьёзных ошибок, хотя и "с некоторыми недочётами и отсебятиной". В то же время, музыкальное оформление было оценено более позитивно: так, обозреватель IGN даже сравнил музыку Two Worlds II c классическим саундтреком к первой части серии Diablo. Впрочем, другие критики отмечали, что эпичная оркестровая музыка довольно быстро начинает повторяться. Фоновые звуки же, напротив, получили положительные отзывы критиков.
С Two Worlds II был связан скандальный инцидент, связанный с обвинениями, выдвинутыми в адрес издателя игры TopWare Interactive. По информации Джима Стерлинга (Destructoid), издатель оказывал давление на ресурсы, поставившие «низкие», по его мнению, оценки (менее 7/10). «Санкции» к таким ресурсам включали в себя отказ в предоставлении для обзоров новых игр издателя, а также угрозы судебным преследованием за публикацию обзоров, предположительно основанных на «пиратской» версии игры. Кроме того, использовались и другие методы влияния на рейтинги и статистические показатели игры. Он также сообщил, что Destructoid получил от Topware за размещение рекламы лишь половину обещанной суммы, предположительно, из-за недостаточно позитивного обзора. В Topware отвергли все обвинения, однако сообщили, что «спорили» с ресурсами, опубликовавшими рецензии с оценками менее 7/10, что позже было сочтено ошибочным действием.

## Обновления, загружаемые дополнения и продолжение
В 2011 году был выпущен DLC Two Worlds II: Pirates of the Flying Fortress, предлагавший игроку новую сюжетную линию. В нём главный герой, путешествующий по Анталору в поисках работы, встречается с посланниками знаменитого капитана пиратов Эдвина Тила, предлагающими выполнить для него поручение. Прибыв к месту стоянки корабля «Странствующий гнев», он оказывается пленником странного архипелага, над которым повис таинственный летающий корабль. Дополнение получило более высокие оценки критиков, чем основная игра, в первую очередь, за счёт лучшей проработки персонажей и диалогов, и в целом более внимательного отношения разработчиков к деталям.
Помимо этого, в конце 2011 года вышло коллекционное переиздание игры под названием Velvet Game of the Year Edition, что вызвало определённое удивление представителей игровой прессы, так как ни одно из основных изданий не признало Two Worlds II «игрой года». В состав издания вошла сама игра, дополнение Pirates of the Flying Fortress, карта, коллекционная булавка, бонусный DVD-диск с обоями для рабочего стола, изображениями и саундтреком и две новых карты для многопользовательского режима. Коробка была покрыта бархатом, в издании для приставок — красным, для компьютеров — чёрным.
Также в 2011 году на PC и iOS была выпущена игра Two Worlds II: Castle Defence. Это стратегия в жанре Tower Defense, использующая персонажей из ролевой серии.
В 2012 году было выпущено «пасхальное» загружаемое дополнение, включавшее в себя обновление игры, исправляющее ошибки, и новый режим многопользовательской игры «защита замка», комбинирующий основы игрового процесса Castle Defence с механиками трёхмерной игры в жанре Action/RPG.
В марте 2016 года был анонсирован выпуск восьми новых карт для многопользовательской игры и двух пакетов дополнений: Call of the Tenebrae и Shattered Embrace. Первый из них должен был быть выпущен в конце второго квартала 2016 года, позже релиз перенесли на первый квартал 2017 года. Его сюжет связан с появлением в мире Анталора новой расы крысоподобных созданий, угрожающих уничтожить всё живое. Помимо этого, предполагается обновление движка игры, с улучшением детализации персонажей и ландшафтов, поддержкой новых графических технологий и адаптированным к высоким разрешениям интерфейсом. Основная часть улучшений будет доступна в дополнениях, но частично они коснутся и основной игры. Разработчик также планирует выпустить игру для Linux и SteamOS, а также на Xbox One.
Планируется, что как и Pirates of the Flying Fortress, оба дополнения будут иметь собственную сюжетную линию, а их действие будет происходить в местах, недоступных в основной игре. В то же время, они будут более тесно связаны с сюжетной линией Two Worlds II, продолжая истории некоторых из персонажей.
Продолжение игры (Two Worlds III) было анонсировано в марте 2016 года, планируется к выпуску в 2019 году и будет использовать новый движок.